# Stændermøde
Ved stændermøder eller stænderforsamlinger forstås i almindelighed den slags politiske forsamlinger, hvor deltagerne er organiserede efter stænder. Politiske forsamlinger af denne art forekom siden de sidste århundreder af middelalderen i en række europæiske stater og holdt sig i den nærmest følgende tid, indtil de de fleste steder igen forsvandt under absolutismen. Kun i enkelte lande fortsatte de direkte i nutidens folkerepræsentationer, således navnlig i England, hvor parlamentet og særlig Underhuset kan betragtes som en fortsættelse af et stændermøde, der dog som følge af de engelske standsforholds ejendommelige karakter afveg noget fra fastlandets møder af tilsvarende art, samt i Sverige, hvis rigsdag lige indtil 1866 var et stændermøde. Storfyrstendømmet Finland bevarede den svenske regeringsform med fire stænder indtil 1906.
De fire stænder var gejstlighed, adel, borgere og bønder.
I mange lande organiseredes stænderne allerede i 12 – 1300-tallet, men i Danmark forekom det første gang i 1468, og fik først under Christian 4. og Frederik 3. større betydning. Efter år 1600 var der ikke længere bønder med til møderne.
Det var en stænderforsamling i 1789, der blev indledningen til Den Franske Revolution.

## Stændermøder i Danmark
I Danmark udgjorde oprindelig, det vil sige helt tilbage fra middelalderens begyndelse, landstingene de regelmæssige organer for folkets deltagelse i statsstyrelsen, idet disse var i besiddelse af både kongevælgende, lovgivende, dømmende og skattebevilgende myndighed foruden, at de mere i almindelighed var stedet for drøftelse af politiske anliggender. Fra midten af middelalderen trådte landstingene dog efterhånden som politiske forsamlinger ganske i skygge for mere aristokratisk sammensatte og således udemokratiske rigsmøder, kaldet Danehoffer, hvad der hang sammen med udviklingen af den middelalderlige stænderadskillelse med dens sondring mellem privilegerede og uprivilegerede stænder, og med, at rigsenhedens og dermed rigsmyndighedernes betydning voksede på bekostning af landenes. Endnu i det 15. århundrede var landstingenes politiske rolle dog ikke helt udspillet. De virkede vel nu i hovedsagen kun som domstole, men lige som deres samtykke vist nok rent formelt var nødvendigt til nye love, således foretog de stadig kongehyldinger, og det forekom også af og til, at kongen afæskede dem udtalelser om almindelige politiske spørgsmål. Når de virkede på denne måde, fremtrådte deltagerne ikke sjældent sondrede efter stænder således, at forsamlingen nærmest fik karakteren af et provinsielt stændermøde, og der forelå således her et grundlag, af hvilket et egentligt rigsstændermøde kunde udvikle sig. Man antager da også, at den følgende tids stændermøder er at betragte som en fortsættelse af landstingene, fra hvilke de navnlig har overtaget den kongevælgende og skattebevilgende funktion, men det må dog herved ikke overses, at der hengik lang tid efter stændermødernes fremkomst indtil, at de kom til at udøve en mere regelmæssig indflydelse på de nævnte områder, og andre forbilleder har derfor sikkert virket med ved deres optræden. Hvad således Danehofferne angår, kan man næppe afvise muligheden af, at erindringen om disse har spillet en vis rolle ved udviklingen af stændermøderne.

### Stændermøderne genoplives
Danehofferne, der forsvandt i begyndelsen af det 15. århundrede, var vel i almindelighed aristokratiske forsamlinger, bestående af adelen, og deres funktioner lå i første linje på andre områder end stændermødernes, men der haves dog et enkelt eksempel på et Danehof, hvortil hele folket var indkaldt, og en tilknytning til Danehoffernes funktioner haves i hvert fald ved det ældste kendte stændermøde, der sammenkaldtes af Christian 1. i 1468. I indkaldelsen til dette møde erklærede kongen nemlig, at han på mødet ville gå i rette for rigsrådet og alle åndelige og verdslige, der havde nogen klage mod ham, hvorved han tillagde det en opgave, som tidligere havde været Danehoffets, nemlig at dømme kongen og undersåtterne imellem. Møder af rigsrådet og adelen, hvad i virkeligheden vil sige møder af samme art som Danehofferne, forekom da også i senere tid jævnligt ved siden af almindelige stændermøder. Foruden de hjemlige tilknytningspunkter har imidlertid uden al tvivl også udenlandske forbilleder spillet en rolle ved stændermødernes fremkomst og videre udvikling. Mødet i 1468 minder således nok i en vis henseende om Danehofferne, men peger på den anden side ved den politiske anledning til mødet, nemlig kongens strid med rigsrådsaristokratiet og hans ønske om at søge støtte over for dette hos stænderne, i retning af forholdene i Sverige, hvor stændermøder var udviklede i den nærmest foregående tid (det første holdtes 1435 i anledning af Engelbrekt Engelbrektsson’s opstand), og hvor de i unionstiden ikke sjældent benyttedes af rigsforstanderne som politisk modvægt mod det dem ofte fjendtligt sindede rigsråd. Også i den følgende tid må de danske stændermøder ses i belysning af den tilsvarende svenske institution, mens den senere udvikling af dem særlig i det 17. århundrede uden tvivl er stærkere påvirket af landdagene i Hertugdømmerne og de nordtyske fyrstendømmer.
De danske stændermøders historie falder i en ældre periode (indtil reformationen) og en yngre periode (fra reformationen til enevældens indførelse).

### Stændermøder indtil reformationen
Den ældre periode indtil reformationen var karakteriseret ved, at sammenkaldelsen af stænderne, når den en sjælden gang fandt sted, ikke skete, fordi der forelå sager, som efter den herskende opfattelse kun kunne afgøres af dem, men fordi der var indtrådt en situation, i hvilken kongen eller rigsrådet eller begge ønskede stændernes støtte over for politiske modstandere eller ved gennemførelse af foranstaltninger af særlig vidtrækkende karakter. Stændermøder af denne art var navnlig — foruden mødet 1468 — de to møder i 1482 og 1494, af hvilke det første, der indkaldtes til foretagelse af kongevalg, var et politisk modtræk mod enkedronningens virksomhed til fordel for sin yngre søn Frederik (noget kongevalg blev i øvrigt, da det kom til stykket, ikke foretaget på mødet), mens det andet var rettet mod hertug Frederik, der havde rejst krav på Lolland-Falster og Møn, hvilket krav man ønskede at kunne afvise med så stor vægt som muligt, nemlig ved en af stænderne vedtaget højtidelig erklæring om rigets udelelighed. Det sidste til denne periode hørende møde er det bekendte møde, der 1536 afholdtes i anledning af reformationens indførelse, og hvor stænderne bifaldt recessen af 30. oktober 1536, der fastslog kirkeforandringen i dens hovedtræk og desuden opstillede visse forfatningsretlige forskrifter. Også dette møde var uden tvivl begrundet i almindelige politiske hensyn (regeringens ønske om at have hele folket med sig ved det vigtige skridt, den stod i begreb med at foretage). Mødet i 1536 kaldes i kilderne rigsdag, en betegnelse, der også ellers forekommer, men ikke var den regelmæssige. Dette møde holdtes i København, mens stedet for møderne i det 15. århundrede var Kalundborg, hvor der i tidligere tid undertiden var holdt Danehof. Til stede på møderne var i den her omhandlede periode prælaterne, det vil sige biskopperne og en del abbeder og udsendinge fra domkapitlerne (derimod ingen repræsentanter for sognegejstligheden), adelen, som oftest indkaldt in pleno, nogle borgere fra hver købstad, regelmæssig tilhørende rådet, og endelig to til fire bønder fra hvert herred.
Bøndernes repræsentanter valgtes af herredstinget, og de såvel som købstadrepræsentanterne måtte medbringe fuldmagter til at forpligte de øvrige borgere i byen eller bønder i herredet. Ved mødet 1536 manglede undtagelsesvis prælaterne, og gejstligheden var her helt urepræsenteret.
Reformationen betød en styrkelse af kongemagten, og over for kongen stod i resten af det 16. århundrede rigsrådet så temmelig uanfægtet som folkets eneste repræsentation, skønt det ifølge sin sammensætning i virkeligheden kun repræsenterede adelen. Om nogen egentlig videreudvikling af stændermøderne blev der derfor i denne periode ikke tale. Det forekom vel af og til, at repræsentanter for en eller anden stand, navnlig adelen eller borgerstanden, indkaldtes til et rigsrådsmøde for at forhandle med rådet, men kun i 1570, da statens finansielle vanskeligheder som følge af Syvårskrigen havde nået sit højeste, og regeringen stod over for spørgsmålet, om den skulde slutte fred på de betingelser, der kunne opnås, eller fortsætte krigen, indkaldtes der et almindeligt stændermøde i København for at høre stænderne om det nævnte spørgsmål, og for det tilfælde, at krigen skulle fortsættes, få deres tilslutning til yderligere skatteudskrivning. Et særligt jysk stændermøde var dog året forud afholdt i Viborg, og det er også muligt, at et rigsstændermøde har fundet sted i København i 1547. Mødet i 1570 stod på overgangen mellem de ældre og de yngre møder. Fremad peger det navnlig ved at være det første møde, der sammenkaldtes for at opnå skattebevilling.

### Fra reformationen til enevældens indførelse
Den yngre periode af stændermødernes historie omfatter Christian 4.s og Frederik 3.s tid indtil 1660. Det, der er særegent for denne periode, er, at stænderne nu efterhånden fik anvist bestemte politiske opgaver, nemlig kongevalg og skattebevilling, der enten ligefrem krævede deres nærværelse eller dog hyppigt foranlediger deres sammentræden. Hvad kongevalget angik, indledtes den ny tid med mødet i København i 1608, hvor Christian 4.s ældste søn Christian valgtes til tronfølger, og få år efter fremkom en udtalelse af rigsrådet, der gik ud på, at kongevalg kun kunne foretages af stænderne. Rigsrådet havde vel allerede efter Frederik 1.s død 1533 udtalt sig i lignende retning, men denne udtalelse, der nærmest fremsattes som en undskyldning for, at rådet ikke straks iværksatte kongevalget, hvilket det af andre grunde ønskede at udskyde, kan der ikke lægges større vægt på, da rådet ved andre lejligheder bestemt hævdede sin ret til selv at vælge konge og også handlede i overensstemmelse hermed. Den i 1608 indledte praksis betegnede således i virkeligheden noget nyt, og den fastholdtes derefter konstant indtil enevældens Indførelse, således ved Frederik 3.s valg 1648 og ved den senere Christian 5.s valg til tronfølger 1650.
Noget anderledes end for kongevalgets vedkommende stillede sagen sig med hensyn til skattebevilling. Nogen nødvendighed for at erhverve de uprivilegerede stænders bevilling til skatteudskrivning var der ikke, idet rigsrådets samtykke, bortset fra visse af adelens bønder, her i hvert fald var tilstrækkeligt. Disse stænder beskattedes da også jævnligt uden bevilling af et stændermøde, men når kravene blev store, kunne det være politisk klogt at erhverve en sådan, og dette kan forklare, at man i kritiske situationer, hvor de finansielle vanskeligheder havde nået et højdepunkt, eller hvor det dog drejede sig om finansiering af betydningsfulde foretagender, fandt sig foranlediget til at sammenkalde almindelige stændermøder. Møder af denne art afholdtes således to gange under Kejserkrigen (1625—29), endvidere i 1631 for at bevilge penge til en ny fæstning, i 1638 i anledning af andre militære bevillinger, i 1645 ved afslutningen af krigen med Sverige, i 1657 i anledning af den forestående nye krig og endelig i 1660 for at tage stilling til den efter krigen foreliggende finansielle situation.
Der var således åbenbart i de sidste 30 år før enevælden ved at udvikle sig en praksis, hvor efter bevilling af stænderne, også de uprivilegerede, var nødvendig til skatteudskrivning, men udviklingen førtes ikke til ende, og en retssætning af det nævnte indhold nåede aldrig at blive gældende. Hvad adelen angik, stillede sagen sig der imod anderledes. Adelen var skattefri for sine personer og sædegårde og til dels også for sit bøndergods, og skulle den beskattes, kunne det derfor kun ske med dens egen indvilligelse. De finansielle vanskeligheder, i hvilke staten siden Kejserkrigen til stadighed befandt sig, gjorde det nu ved mange lejligheder nødvendigt at henvende sig til adelen, så at visse ydelser fra denne til sidst blev stadig genkommende, og derfor indkaldtes adelen ikke blot til de oven for nævnte almindelige stændermøder, men også hyppigt uden for disse, altså til særlige adelsmøder, således i årene efter 1638 til fornyelse af de da givne bevillinger, og ligeledes i 1646 og 1647 og under Frederik 3.. Da adelen politisk set betød langt mere end nogen af de andre stænder, spillede adelsmøderne en ikke mindre rolle end de almindelige stændermøder, og når dette tages i betragtning, kan det siges, at der i Christian 4.s senere år, og særlig siden 1638, var ved at indtræde en afgørende ændring i forfatningsudviklingen, hvorved den danske forfatning nærmede sig nabolandenes stænderforfatninger, og det politiske tyngdepunkt fra rigsrådet flyttedes over til stænderne. Betydning i denne retning fik det navnlig, at man på mødet i 1638 efter udenlandsk forbillede vedtog at oprette en stående repræsentation for adelen og til dels for alle stænder, der også skulle virke i tiden mellem møderne (de såkaldte landkommissarier). Denne repræsentation overtog nemlig kontrollen med en væsentlig del af landets finansielle forvaltning, navnlig, hvad der vedrørte forsvarsvæsenet, og også på anden måde beskæftigede den sig med dette såvel som med andre politiske anliggender, idet den havde det almindelige hverv at frembære befolkningens klager for regeringen og virke for deres afhjælpning. Landkommissarierne og adelsmøderne udfoldede i årene 1645—1648 en meget betydelig politisk virksomhed, men denne var ganske vist til dels betinget af de særlige politiske forhold, der herskede i disse år (kongemagtens svækkelse som følge af den ufordelagtige udgang af krigen med Sverige, for hvis påbegyndelse kongen havde ansvaret, og indre splid i rigsrådet), og da disse forhold delvis ændredes under Frederik 3., mindskedes de nævnte institutioners betydning igen stærkt.
Krigen med Sverige 1657—1660 medførte dernæst en afgjort politisk tilbagegang for adelen, der hidtil havde været langt den vigtigste af stænderne, og dette opvejedes ikke ved, at de borgerlige stænders selvfølelse og tilbøjelighed til at gøre sig gældende samtidig var vokset. Disse stænder var nemlig villige til som modvægt mod adelen at styrke kongemagten, og på stændermødet i 1660 satte de derfor igennem, at kongemagten gjordes arvelig, og at den hidtidige forfatning, der indeholdtes i kongens valghåndfæstning og hang sammen med rigets karakter af valgrige, ophævedes. Heraf fulgte ganske vist endnu ikke, at enevælden skulle være den fremtidige forfatningsform, men på grund af stændernes uformåenhed til selv at udforme en ny forfatning banede mødets beslutninger dog vejen for en udvikling i denne retning og dermed for stændermødernes forsvinden.
Stændermøderne under Christian 4. adskilte sig foruden på andre punkter fra de ældre stændermøder ved, at bondestanden bortset fra en enkelt lejlighed, i 1627, ikke var repræsenteret. Bønderne var nu næsten alle fæstere og ansås for tilstrækkelig repræsenterede ved godsejerne, og de regnedes derfor overhovedet ikke mere med til rigets stænder. Borgerstandens repræsentation var ordnet på en lignende måde som i ældre tid, hvor imod gejstligheden nu foruden ved superintendenterne og udsendinge fra kapitlerne, i klasse med hvilke universitetet stilledes, også var repræsenteret ved delegerede for sognegejstligheden, enten et vekslende antal provster eller provsten og en eller to præster fra hvert herred. Også adelen mødte i slutningen af perioden på rigsmøderne ved delegerede, der valgtes på provinsmøder, hvor hele provinsens adel kom til stede, men det faldt vanskeligt at få adelen til at acceptere dette system, der førte med sig, at en adelsmand kunne blive bundet ved en bevilling, han ikke selv havde samtykket i. På de almindelige møder forhandlede og afstemte hver stand for sig, selv om de ofte trådte i indbyrdes forbindelse. De bevillinger, den enkelte stand meddelte, bandt kun den selv, og der var ikke tale om, at to af stænderne kunne overstemme og derved binde den tredje. Ved kongevalg ville rigsrådet og adelen hævde, at de borgerlige stænder var forpligtede til at følge dem, men her imod protesteredes der udtrykkelig i 1648. Der imod kunne rigsråd og adel siges at have en forstemmeret.

## Rådgivende provinsialstænderforsamlinger
I 1831 indførtes i Danmark de Rådgivende provinsialstænderforsamlinger som en forløber for indførelsen af folkestyre.